# Poecilasthena paucilinea
Poecilasthena paucilinea là một loài bướm đêm trong họ Geometridae.